# Salmo (Columbia Británica)
Salmo es un pueblo canadiense situado en la provincia de Columbia Británica.

## Superficie
Salmo tiene una superficie de 2,44 km².

## Demografía
En 2021, tenía 1140 habitantes, una densidad poblacional de 466,4 hab./km², y 599 viviendas.